# Каустификација
Каустификација је индустријски процес добијања натријум-хидроксида деловањем натријум-карбоната на калцијум-хидроксид.

## Опис процеса
Овај процес се изводи у великим гвозденим танковима снабдевеним апаратом за мешање и цевима за довод паре. У танкове се сипа раствор натријум-карбоната и у њега се ставља посебан метални „кавез“ у коме је калцијум-хидроксид. Тада се врши аутоматско мешање, коме доприноси и водена пара, која се пропушта кроз раствор како би се загрејао. Настаје смеша која садржи и натријум-хидроксид. Раније се та смеша смештала у судове за таложење, како би се слегао калцијум-карбонат, а сам раствор у коме је натријум-хидроксид би се концентровао. Међутим, одређени проценат хидроксида би остао у талогу, што је представљало губитак. Тај губитак се касније смањио применом цеђења раствора под смањеним притиском. Потом се раствор испарава у вишестепеним вакуум-испаривачима који се загревају воденом паром. Загревање се наставља у казанима од ливеног гвожђа који су постављени на зиданом постољу. Тада је загревање директно, а не уз помоћ паре и врши се све док се не одстрани сва вода и остане истопљени натријум-хидроксид.

## Реакција
Хемијска реакција која прати овај процес се може изразити хемијском једначином:
{\displaystyle \mathrm {Na_{2}CO_{3}+Ca(OH)_{2}\longrightarrow 2\;NaOH+CaCO_{3}} }
Реакција је реверзибилна и никада не иде до краја. Међутим, равнотежа се помера више удесно како је раствор разблаженији. У почетку раствор садржи јоне калцијума и натријума, као и карбонатне и хидроксидне јоне:
{\displaystyle \mathrm {Na_{2}CO_{3}\longrightarrow 2\;Na^{*}+CO_{3}^{II}} }
{\displaystyle \mathrm {Ca(OH)_{2}\longrightarrow \;Ca^{**}+2OH^{I}} }
Производ растворљивости калцијум-карбоната је веома мали, те ће се он таложити све док је калцијумових јона у вишку. Међутим, концентрација ових јона зависи и од производа растворљивости калцијум-хидроксида, а самим тим и од концентрације хидроксидних јона која постаје све већа како се реакција врши. То утиче да се смањи концентрација јона калцијума и она ће у једном моменту достићи вредност која одговара производу растворљивости калцијум-карбоната. Тиме ће се постићи равнотежа и реакција ће престати. С обзиром да се у једначини за израчунавање производа растворљивости: 
{\displaystyle {\frac {[Ca][OH]^{2}}{[Ca(OH)_{2}]}}=k}
концентрација хидроксидног јона изражава у степену на квадрат, док концентрација калцијумовог јона не, то је разлог зашто се са разблаживањем раствора равнотежа помера у смеру стварања калцијум-карбоната.

## Исплативост
Разблаженији раствор ће дати чистији производ, али ће испаравање бити скупље, док ће концентрованији раствор појефтинити процес испаравања, али ће производ садржавати и карбонат. У пракси се најчешће употребљавао 10% раствор, а постизала се каустификација од 92%.